# 佐教組事件
佐教組事件（さきょうそじけん）は、1957年（昭和32年）2月14日から16日の3日間にわたって佐賀県教職員組合が起こした労働争議。財政難のため県が打ち出した大規模人員削減に反対し、組合員が一斉に有給休暇を取得する休暇闘争で対抗した。国家公務員法第98条、地方公務員法第37条で労働争議が禁止されている教員が起こした実質的なストライキ事件で、作家石川達三の小説『人間の壁』のモデルとなったほか、学級編成と教職員定数を明確に定めた法律を制定するきっかけとなった。

## 概要

### 背景
朝鮮戦争特需の終了に伴う景気の後退で慢性的な赤字に陥っていた佐賀県は、1953年に起きた昭和28年西日本水害など相次ぐ天災にも見舞われ1956年にはついに自主再建を断念、財政再建団体の指定を受けていた。その後国の指導のもと策定された財政再建計画には大幅な人件費削減が盛り込まれており、教育現場においては10年間で教職員約7000名の内、2600名を整理するために、45歳以上の職員を全員退職させるほか、養護教員、事務職員を全廃する等といった内容が示された。

### 三・三・四闘争
教育の現場では前年までに既に5回に及ぶ教職員の定数削減が行われており、尚且つベビーブーム世代の大量就学で翌春には児童が7000人増えるという状況であり、『このままでは義務教育が崩壊する』と遂に組合は実力行使を決定。『出来るだけ授業に支障が出ないよう』に県下の全小中学校で全組合員を3割・3割・4割に3分し、2月14日から16日の3日間、一日ずつ有給休暇を取得させて抗議集会に動員する「三・三・四闘争」を実施した。（実際に参加したのは全稼働教職員5929名のうち、およそ5200名）

### 処分
これに対し、佐賀県教育委員会は闘争を指導した佐賀県教職員組合の執行委員長、副委員長、書記長など組合幹部で専従職員の11名を地方公務員法三七条（争議行為等の禁止）違反で停職1か月から6カ月とする行政処分を行った（無効を訴えたが1988年最高裁にて敗訴）。また、佐賀県警察も同法違反容疑で組合幹部10名を逮捕、4名を起訴した（1971年最高裁にて無罪確定）。

## 影響・評価
佐賀県教職員組合の上部団体である日本教職員組合が政治闘争に傾倒していく中、各校の組合支部長などの大半を校長が占めるなど穏健路線をとり、組合活動は弱いとみられていた佐賀県で発生した本事件の衝撃は大きく、全国への波及が懸念された。そのため、当時の政権与党自民党は幹事長三木武夫、政調会長塚田十一郎らを佐賀県に派遣し、「日教組の計画に乗った佐教組に引きずられるな」と日教組批判の演説会を行った。但し、その中で違法行為が処罰されることは当然としながらも、「地方財政の赤字のしわよせを教育にもってくるのはいかがなものか。赤字県は少数の教員しか置けないというのは解消すべきである。」とも述べ、義務教育の全額国庫負担への道筋を示した。
日教組や総評などの労働団体は支援活動を展開し、社会派作家の石川達三は朝日新聞紙上で小説『人間の壁』として発表した。この作品はベストセラーとなり、1959年には映画としても公開されるなど運動は全国に知られ、1963年『公立義務教育諸学校の学級編制及び教職員定数の標準に関する法律』の改正により全国で教職員定数6万人の増員に繋がることとなった。

## 参考資料
- 最近判例解説-1988年夏季号『佐教組事件』[リンク切れ]